# Каменный Венец
Ка́менный Вене́ц — гора на полуострове Старицкого в Магаданской области.

## География
Находится в западной части полуострова Старицкого в городском округе город Магадан. Расположена на южном берегу бухты Нагаева, образуя мыс Замок.
Скальный массив образуют два гребня — более высокий Восточный с отвесами до 25 метров. Вторая гряда разорвана и опускается к морю. На вершине находится группа останцов, напоминающих корону. Гора сложена камнем породы габбро.
На склоне была оборудована площадка для проверки судовых хронометров. На скалах встречаются исторические надписи, оставленные экипажами пароходов, посещавших бухту в начале XX века.
C 28 августа 1984 года по 20 марта 2017 года считалась памятником природы.